# 田辺製薬硬式野球部
田辺製薬硬式野球部（たなべせいやくこうしきやきゅうぶ）は、山口県小野田市に本拠地を置き、日本野球連盟に加盟していた社会人野球の企業チームである。1991年11月30日に解散した。
運営母体は、大手製薬会社企業の田辺製薬株式会社（現在の田辺三菱製薬株式会社）。

## 概要
1973年、山口県小野田市にある田辺製薬株式会社の小野田工場（現在の田辺三菱製薬工場株式会社 小野田工場）を拠点に『田辺製薬硬式野球部』として創部。
1980年、チーム結成8年目で初の全国大会となる日本選手権に初出場を果たす。
1991年11月30日で解散した。

## 沿革
- 1973年（昭和48年） - 山口県小野田市に本拠地を置き、『田辺製薬硬式野球部』として創部。
- 1980年（昭和55年） - 日本選手権に初出場（1回戦敗退）。
- 1991年（平成3年） - 11月30日をもって活動停止、その後解散。

## 主要大会の出場歴・最高成績
- 社会人野球日本選手権大会 - 出場1回